# WrestleMania XV
WrestleMania XV was een pay-per-viewevenement in het professioneel worstelen dat geproduceerd werd door de World Wrestling Federation. Dit evenement was de 15e editie van WrestleMania en vond plaats in het First Union Center in Philadelphia op 28 maart 1999.

## Matchen
| Nr.                                                                          | Match | Winnaar(s)                         |
| ---------------------------------------------------------------------------- | --- | ---------------------------------- |
| 1                                                                            | Billy Gunn (c) vs. Hardcore Holly vs. Al Snow in een Triple Threat Hardcore match voor het WWF Hardcore Championship                                                        | Hardcore Holly (nc)                |
| 2                                                                            | Owen Hart & Jeff Jarrett (c) (met Debra) vs. D'Lo Brown & Test (met Ivory) in een tag team match voor het WWF Tag Team Championship                                         | Owen Hart & Jeff Jarrett (c)       |
| 3                                                                            | Bart Gunn vs. Butterbean in een Brawl for All match | Butterbean                         |
| 4                                                                            | Mankind vs. "The Big Show" Paul Wight in een één-op-één match om de speciale gast scheidsrechter te worden van de hoofdwedstrijd.                                           | Mankind                            |
| 5                                                                            | Road Dogg (c) vs. Ken Shamrock, Goldust (met The Blue Meanie & Ryan Shamrock) en Val Venis in een Four corners elimination match voor het WWF Intercontinental Championship | Road Dogg (c)                      |
| 6                                                                            | Triple H vs. Kane (met Chyna) in een één-op-één match | Kane; diskwalificatie van Triple H |
| 7                                                                            | Sable (c) vs. Tori in een één-op-één match voor het WWF Women's Championship                                                                                                | Sable (c)                          |
| 8                                                                            | Shane McMahon (c) (met Test) vs. X-Pac in een één-op-één match voor het WWF European Championship                                                                           | Shane McMahon (c)                  |
| 9                                                                            | The Big Boss Man vs. The Undertaker (met Paul Bearer in een Hell in a Cell match                                                                                            | The Undertaker                     |
| 10                                                                           | The Rock (c) vs. Stone Cold Steve Austin in een No Disqualification match voor het WWF Championship met Mankind (als speciale gast scheidsrechter)                          | Stone Cold Steve Austin (nc)       |
| (c) huidige kampioen voor en na de match \| (nc) nieuwe kampioen na de match | |                                    |